# Étienne-François Haro
Étienne-François Haro, né le 13 avril 1827 à Paris où il est mort le 4 février 1897, est un peintre français.

## Biographie
Étienne-François Haro est le fils de Jacques François Haro, maître de couleurs, et d'Angélique Clotilde Osmont.
Élève de Jean-Auguste-Dominique Ingres et d'Eugène Delacroix, il expose au Salon de 1866 à 1879.
En 1851, il épouse Esther Marie Dufour. Leur fils Jules (1854-1892) deviendra expert en peinture.
Portraitiste, il est marchand de couleurs, restaurateur des œuvres de Delacroix. Il devient expert en peinture.
Il meurt à son domicile de l'avenue des Champs-Élysées, à l'âge de 69 ans. Il est inhumé le 7 février 1897 au cimetière du Père-Lachaise.

## Œuvres exposées aux Salons parisiens
- Portrait d’Eugène Delacroix, au Salon de 1866
- Portrait de Ingres, au Salon de 1868
- Portrait de M. Jefferson Davis, au Salon de 1869
- Portrait de Mme la comtesse de S., née de B., au Salon de 1870
- Portrait du comte E. de Naurois, au Salon de 1879

## Distinctions
- Chevalier de la Légion d'honneur (1867)
- Chevalier de l'ordre de Charles III d'Espagne
- Chevalier de l'ordre de l'Immaculée Conception de Vila Viçosa